# Janusz Wierzbicki (samorządowiec)
Janusz Wierzbicki (ur. 19 lipca 1946, zm. 14 września 2023) – polski samorządowiec, prezydent Starachowic w latach 1998–2002.

## Życiorys
Uzyskał wykształcenie wyższe. Należał do Akcji Wyborczej Solidarność. Po wyborach samorządowych z 1998 został prezydentem miasta z poparciem koalicji AWS–UW. Zasiadał w radzie nadzorczej Specjalnej Strefy Ekonomicznej w Starachowicach, jednak zrezygnował z niej po nowelizacji ustawy zabraniającej łączenia tych funkcji i negatywnej opinii prawnej. Został odwołany ze stanowiska przez Radę Miasta wiosną 2002 roku, a następcą wybrano reprezentanta Sojuszu Lewicy Demokratycznej Sylwestra Kwietnia. Nie kandydował w wyborach samorządowych jesienią tego samego roku. Przez dwa miesiące był następnie prezesem Stara Strarachowice, pozostał później w jego zarządzie. Został później członkiem rady nadzorczej Przedsiębiorstwa Wodociągów i Kanalizacji w Starachowicach.
16 września 2023 pochowany na cmentarzu parafialnym przy kościele św. Stanisława w Dziurowie.